# Juicio divino

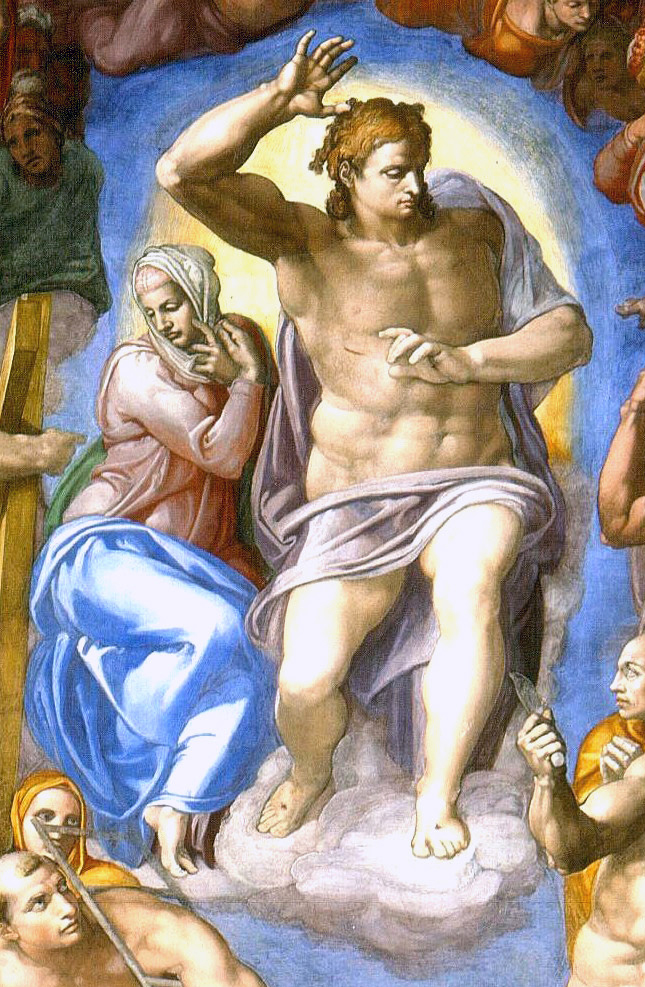
Detalle de El Juicio Final de Miguel Ángel, Capilla Sixtina

Juicio divino significa el juicio de Dios u otros seres supremos y deidades dentro de una religión o una creencia espiritual.

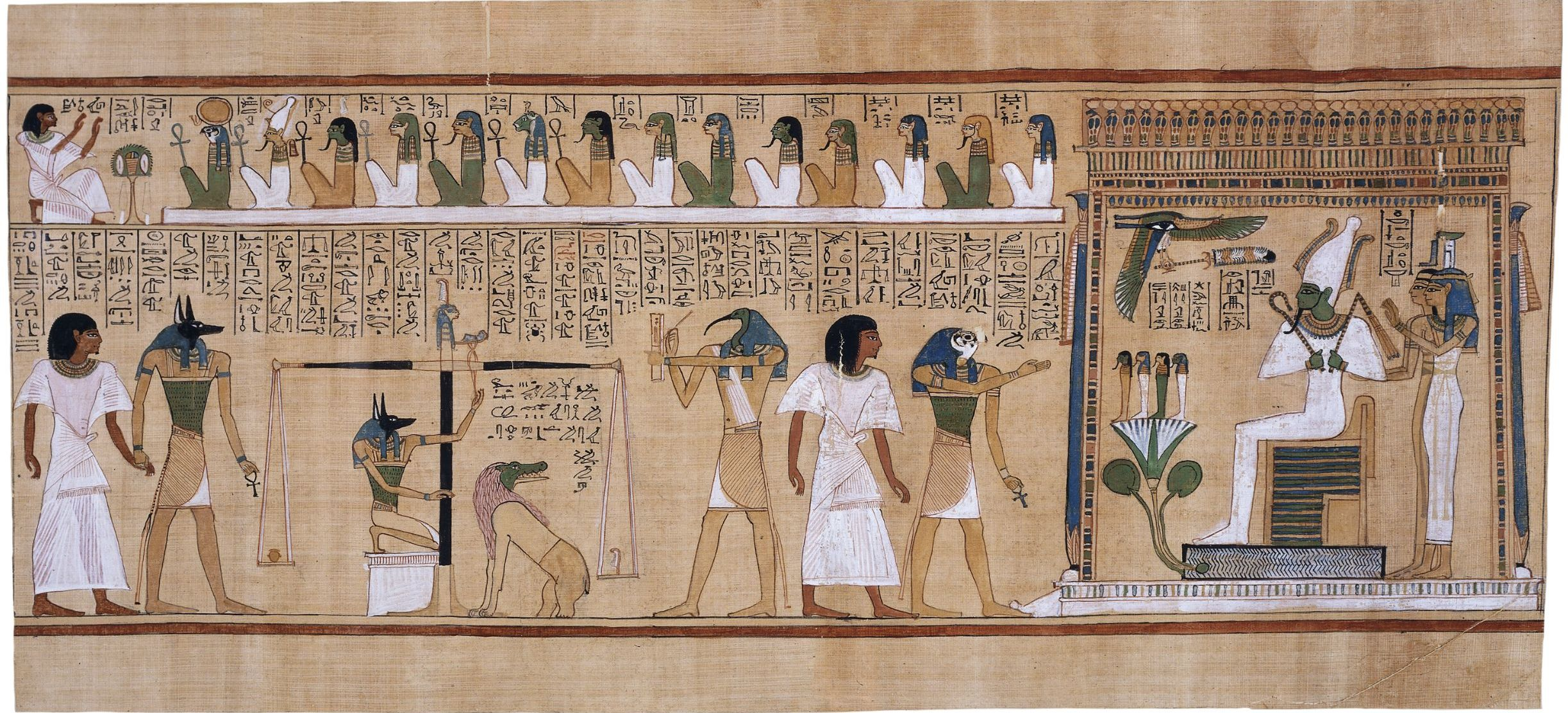
Anubis conduce a Hunefer a juicio, donde su corazón será pesado contra la pluma de la verdad ; los catorce dioses arriba se sientan en orden de juicio, con el gobernante del inframundo Osiris, flanqueado por Isis y Neftis, a la derecha, y el monstruoso Ammit esperando junto a la balanza para devorar las almas de aquellos cuyos corazones pesan más que la pluma.

En la antigua religión sumeria, se creía que el dios del sol, Utu y su hermana gemela Inanna eran los ejecutores de la justicia divina. : 36–37 Se creía que Utu, como el dios del sol, veía todas las cosas que sucedían durante el día : 184 y se creía que Inanna perseguía y castigaba a quienes habían cometido actos de transgresión. : 162–173 Después de que el jardinero Shukaletuda la violara mientras dormía, desató una serie de plagas sobre el mundo entero antes de rastrearlo y matarlo en las montañas. En otra historia, persiguió a la anciana bandida Bilulu, que había asesinado a su esposo Dumuzid, y la convirtió en un odre de agua. : 166  : 109 
Los sumerios, así como los pueblos mesopotámicos posteriores, creían que todos los mortales iban a la misma otra vida: Kur, una caverna fría y oscura en las profundidades de la tierra. Kur era miserable para todas las personas y las acciones de una persona durante la vida no tenían ningún impacto en cómo él o ella serían tratados en el más allá.
La idea de un reajuste final más allá de la tumba, que rectificaría el marcado contraste tan a menudo observado entre la conducta y la riqueza de los hombres, prevalecía entre todas las naciones en tiempos precristianos. Tal era la doctrina de la metempsicosis o transmigración de las almas, como justificación de los caminos de Dios hacia el hombre.  Esto prevalecía entre los hindúes de todas las clases y sectas, los pitagóricos, los místicos órficos y los druidas entre los celtas . La doctrina de un juicio forense en el mundo invisible, mediante el cual se determina la suerte eterna de las almas que han partido, también prevalecía ampliamente en tiempos precristianos.
La idea faraónica egipcia del juicio se expone con una gran precisión y detalle en el " Libro de los Muertos ", una colección de fórmulas destinadas a ayudar a los muertos en su paso por el inframundo.

## Creencias grecorromanas

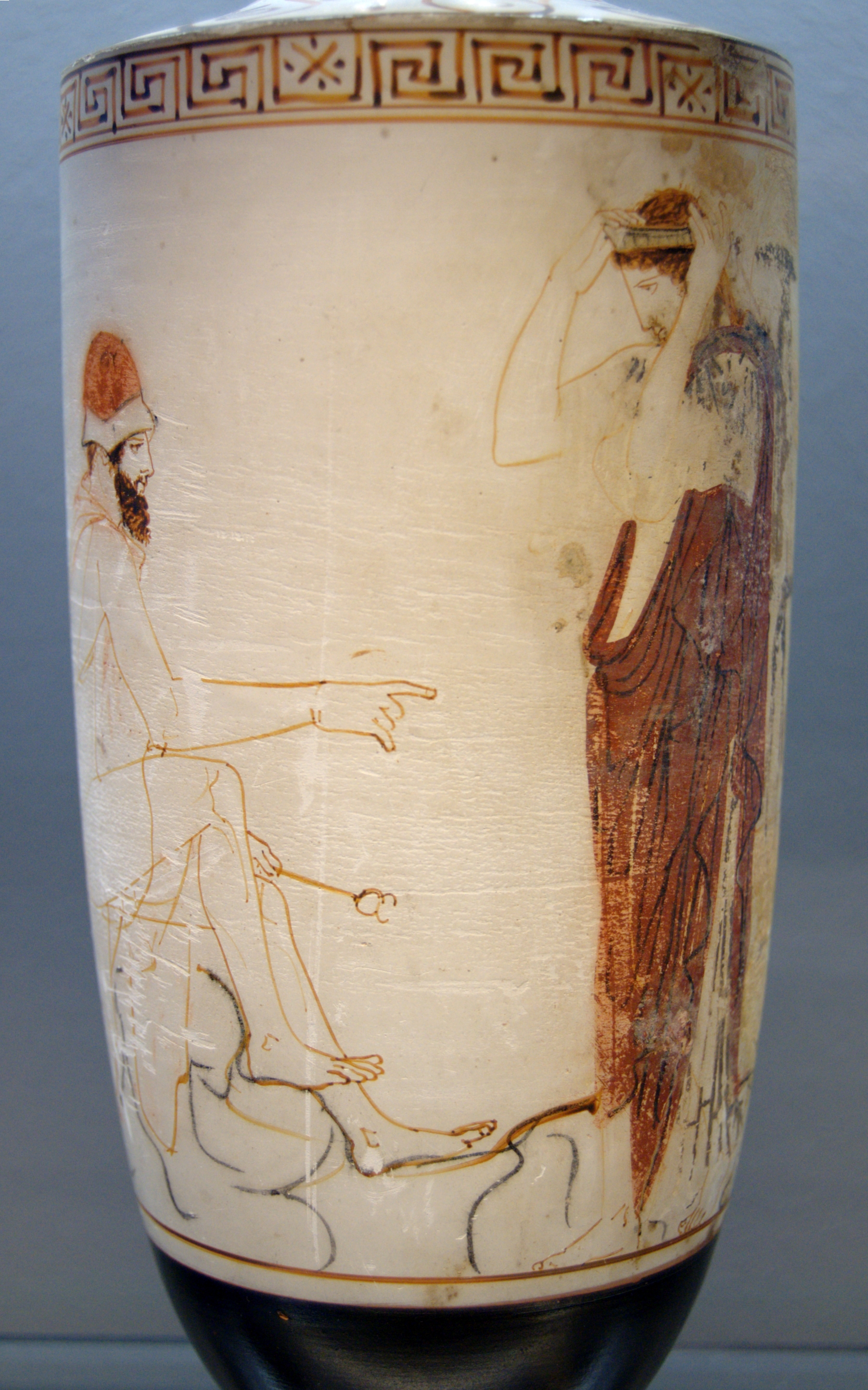
Hermes, como guía de las almas se prepara para llevar a una mujer al más allá (lécito del siglo V a. C.)

El "Libro de los Muertos" ( Nekyia ) en la Odisea describe el juicio en el más allá por Minos, el "hijo radiante de Zeus " que en su vida mortal había sido rey de Creta . Tres pecadores son señalados para el castigo eterno, pero las implicaciones teológicas de la escena no están completamente claras. Platón desarrolla el concepto en el mito de Er al final de la República . Cada fechoría recibe una pena multiplicada por diez, con recompensas también proporcionales. En otro lugar, Platón nombra a los jueces como Minos y Rhadamanthys, pero también se basa en los principios de la religión órfica . Un tercer juez era Éaco ; los tres fueron una vez reyes mortales cuya excelencia como gobernantes entre los vivos fue transferida a los muertos. La representación de Virgilio de la vida después de la muerte en la Eneida  está en consonancia con la visión homérica y con la de Platón, y deja claro que todo el mundo se enfrenta a un juicio.
Las religiones de misterio de la era helenística ofrecían a los iniciados la esperanza de salvación a través de la confesión, el juicio y el perdón, así como la pureza ritual. Los misterios de Isis fueron influenciados por la religión tradicional del antiguo Egipto, que había simbolizado el juicio del alma a través de su peso en la balanza de la verdad. Los iniciados órficos fueron enterrados con textos devocionales que proveían instrucciones para navegar por los peligros del inframundo y dirigirse a los jueces; el alma que hable correctamente recibirá un trago del estanque de la Memoria antes de unirse a los héroes que se han ido antes.

## Judaísmo
En el judaísmo, la justicia y la rectitud son atributos tan esenciales de Dios que han conducido a la convicción de cada creyente de que toda mala acción tendrá su debido castigo. «¿No juzgará con justicia el Juez de toda la tierra?» (Gén. 18:25). Grandes catástrofes como el diluvio de Noé, la destrucción de Sodoma y Gomorra, el terremoto que se tragó a Coré y sus seguidores, las plagas de Egipto y el mal que cayó sobre otros opresores de Israel están representados en la Biblia como juicios divinos. El fin de la historia, por lo tanto, fue concebido como la ejecución del juicio divino sobre todas las naciones. Este juicio divino tendrá lugar, según la visión bíblica, en la tierra, y pretende ser particularmente una vindicación de Israel.
Este Día del Juicio (llamado también «el Día del Señor») está representado vívidamente en los libros de los profetas, el Libro de los Jubileos y particularmente en Enoc. La idea principal en Enoc es que el Diluvio fue el primer juicio mundial, y que el juicio final del mundo tendrá lugar al principio o al final del reino mesiánico.  El del comienzo del reino mesiánico es más nacional en su carácter; el del cierre es consignar todas las almas al Paraíso o a la Gehena. El fuego de este último consume a los impíos, siendo a menudo representados los paganos como tipos de maldad, mientras que se supone que los israelitas se salvan por sus propios méritos o por los de sus padres. El juicio divino descrito en el Testamento de Abraham se refiere a todas las almas en la vida venidera. Aproximadamente, en la Biblia se menciona este "Día del Señor" unas 500 veces. Se menciona muchas veces, en pasajes tales como el siguiente:
«Truena la voz del Señor al frente de su ejército; son innumerables sus tropas y poderosos los que ejecutan su palabra. El día del Señor es grande y terrible. ¿Quién lo podrá resistir?» (Joel 2:11). 
También hay un juicio divino que tiene lugar en este mundo y es continuo. "El hombre es juzgado diariamente", dice R. José (Tosef., RH 13). Según la Mishná, "Hay cuatro estaciones del año en las que se juzga al mundo: en la primavera [Pesaḥ], con respecto al producto anual; a principios del verano [Shabu'ot], con respecto al fruto de los árboles; en Sukkot, con respecto a la lluvia del invierno, y en el día de Año Nuevo, cuando el hombre es juzgado". Es debido a estos puntos de vista que el 1 de Tishri se convirtió en el Día del Juicio en la liturgia judía. Todavía no reconocida como tal en la época de Josefo y Filón, esta temporada de arrepentimiento y oración penitencial eliminó del judío la melancolía y el temor del Día del Juicio Final tan prevalentes en la vida y la literatura esenia y le dio a la ética judía su aspecto más práctico y saludable. personaje.

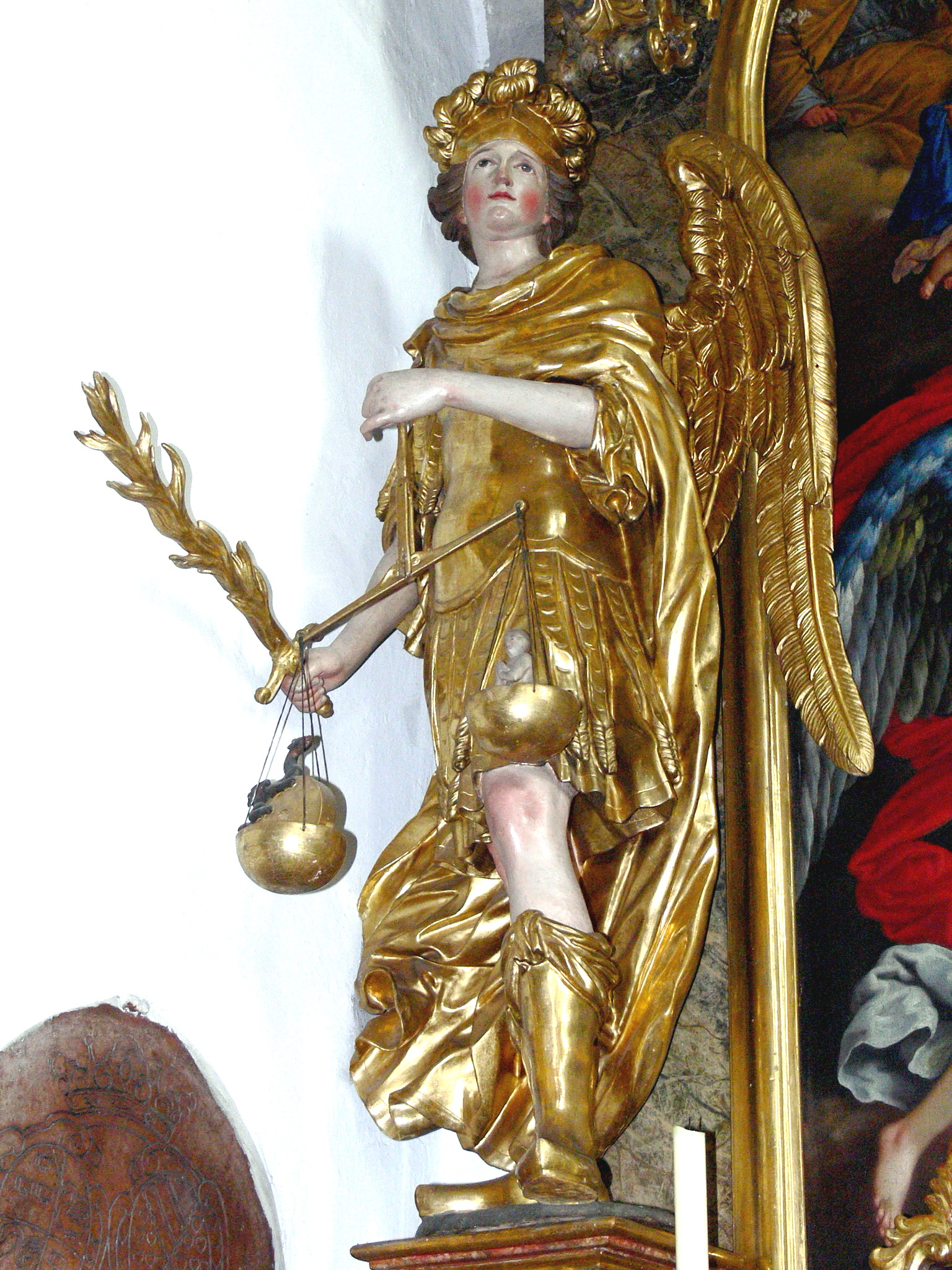
San Miguel pesando almas, situado en Abtenau.

### Doctrina católica

#### Juicio objetivo y subjetivo
En la doctrina católica, el juicio divino (del latín judicium divinum ), como acto inminente de Dios, denota la acción de la justicia retributiva de Dios por la cual se decide el destino de las criaturas racionales según sus méritos y deméritos. Esto incluye:
- El conocimiento de Dios del valor moral de los actos de las criaturas libres, y Su decreto determinando las justas consecuencias de tales actos.
- El veredicto divino sobre una criatura sujeta a la ley moral, y la ejecución de esta sentencia a modo de recompensa y castigo.[6]

En el principio, Dios pronunció juicio sobre toda la raza, como consecuencia de la caída de sus representantes por medio del pecado, los primeros padres (Adán y Eva). La muerte y las enfermedades y miserias de esta fueron las consecuencias de aquella sentencia original. Además de este juicio común ha habido juicios especiales sobre individuos y pueblos particulares. El temor de Dios es una idea tan fundamental en el Antiguo Testamento que insiste principalmente en el aspecto punitivo del juicio. En estos versos, vemos lo que habla este Antiguo Testamento acerca del juicio de Dios: 
"Si los justos reciben su pago aquí en la tierra,
    ¡Cuánto más los impíos y los pecadores!" (Pr. 11:31).
"»Así dice el Señor omnipotente: ¡Peor será cuando mande contra Jerusalén mis cuatro castigos fatales: la guerra, el hambre, las bestias feroces y la peste! Con ellas arrasaré a sus habitantes y a sus animales." (Ez. 14:21). 

También hay un juicio de Dios en el mundo que es subjetivo. Por sus actos, una persona se adhiere a la ley de Dios o se desvía de ella, y por lo tanto se coloca dentro de la esfera de aprobación o condenación. En cierto sentido, entonces, cada individuo ejerce un juicio sobre sí mismo. Por eso se declara que Cristo no vino a juzgar sino a salvar (Juan 3:17; 8:15; 12:47). El juicio interior procede según la actitud de la persona hacia Cristo (Juan 3:18 ). Según lo que habla el Nuevo Testamento, la condenación del juicio de Dios por el pecado solo se puede evitar por medio de la fe en Jesucristo. 
El destino eterno de las personas se decidirá al final de los tiempos . Así como hay un doble fin de los tiempos, así también hay un doble juicio eterno: el juicio particular, en la hora de la muerte, que es el fin de los tiempos para el individuo, y el juicio general, en la época final del mundo. existencia, que es el fin de los tiempos para la raza humana.

### Presbiterio
La idea de que Dios es ahora y será al final el juez de toda vida humana es tanto una enseñanza bíblica como una doctrina fundamental para entender la fe cristiana según el punto de vista presbiteriano. El juicio presente del Señor sobre la vida humana anticipa ese juicio perfecto y final que Él impondrá sobre la humanidad al final de la era. Los cristianos también tendrán que enfrentarse al juicio del Señor y recibir lo que les corresponde por las obras hechas en el cuerpo, ya sean buenas o malas. 

## Islam
"Pero DIOS juzgará entre ellos en el día de la resurrección, acerca de lo que ahora están en desacuerdo".

## Contexto histórico
San Gildas interpretó las invasiones sajonas de Inglaterra en los siglos V y VI como un castigo justo por los pecados de los británicos. Los ataques vikingos de los siglos VIII al XI fueron ampliamente interpretados como un castigo divino sobre los cristianos.  Las plagas, los terremotos y otros desastres similares también se consideraban a menudo como un castigo en gran parte de la historia cristiana. La Reforma a veces fue interpretada por los católicos como un castigo divino sobre la Iglesia.

En su Segundo Discurso Inaugural, Abraham Lincoln citó la guerra en curso como el Juicio Divino que visitó a la nación por el delito de esclavitud.
El Todopoderoso tiene Sus propios propósitos. "Ay del mundo por las ofensas, porque es necesario que vengan ofensas, pero ¡ay de aquel hombre por quien viene el tropiezo!" Si supusiéramos que la esclavitud estadounidense es una de esas ofensas que, en la providencia de Dios, deben ocurrir necesariamente, pero que, habiendo continuado durante Su tiempo señalado, Él ahora desea eliminar, y que Él da tanto al Norte como al Sur esta terrible guerra como el dolor debido a aquellos por quienes vino la ofensa, ¿descubriremos en ella alguna desviación de aquellos atributos divinos que los creyentes en un Dios vivo siempre le atribuyen? Esperamos con fervor, oramos fervientemente, que este poderoso flagelo de la guerra pase rápidamente. Aún, si Dios quiere que continúe hasta que toda la riqueza acumulada por los doscientos cincuenta años de trabajo no correspondido del siervo sea hundida, y hasta que cada gota de sangre derramada con el látigo sea pagada por otra derramada con la espada, como fue dicho hace tres mil años, por lo que todavía debe decirse: "los juicios del Señor son verdaderos y justos en su totalidad".